# Rhizostoma pulmo
Espèce
Rhizostoma pulmo, la méduse chou-fleur ou poumon de mer est une méduse de la classe des Scyphozoa, de l'ordre des Rhizostomeae et de la famille des Rhizostomatidae. Elle vit en Méditerranée, dans la Manche et en mer Noire.

## Description
C'est une grande méduse bleutée, dont l'ombrelle peut mesurer jusqu'à un mètre. Elle possède quatre bras qui se divisent en huit bras soudés au niveau du manubrium. Elle ne possède pas de tentacules autour de l'ombrelle.
Les gonades sont bleues chez les mâles, brunes chez les femelles.

## Biologie
Des petits poissons, comme des boops, des seriolas et des trachurus, s'abritent sous son ombrelle ou entre ses bras. Les extrémités de ses huit bras abritent des algues symbiotiques : les zooxanthelles, qui en échange de logement et de luminosité produisent de la nourriture dont les excédents non utilisés sont consommés par la méduse. Mais la nourriture planctonique étant abondante là où elle vit, l'association, à la différence des coraux des mers tropicales par exemple, n'est pas obligatoire.
C'est une espèce peu urticante.
Une espèce proche de Rhizostoma pulmo, Rhizostoma octopus, habite l'Atlantique. Elle est assez semblable à son homologue méditerranéenne, bien qu'à la différence de cette dernière, elle possède une couleur jaunâtre, elle est plus petite, et possède un nombre inférieur de franges. Elle est parfois considérée, avec Rhizostoma pulmo, comme une seule et même espèce. Elle n'est pas dangereuse mais légèrement urticante. Elle peut s'échouer sur les plages françaises de l'Atlantique, parfois en grand nombre, surtout aux environs de l'équinoxe d'automne.

## Galerie

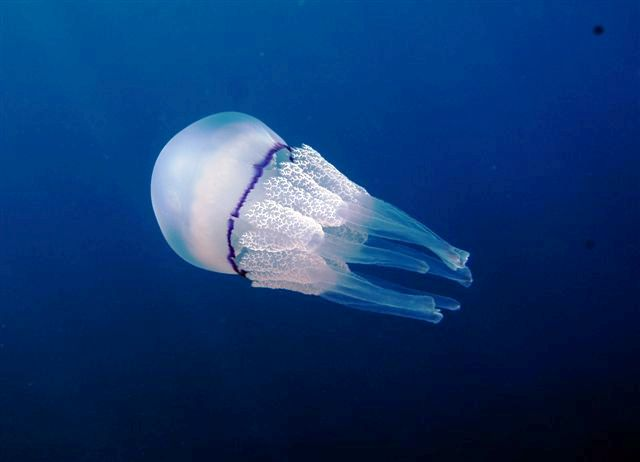
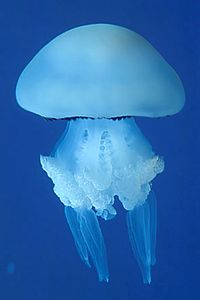
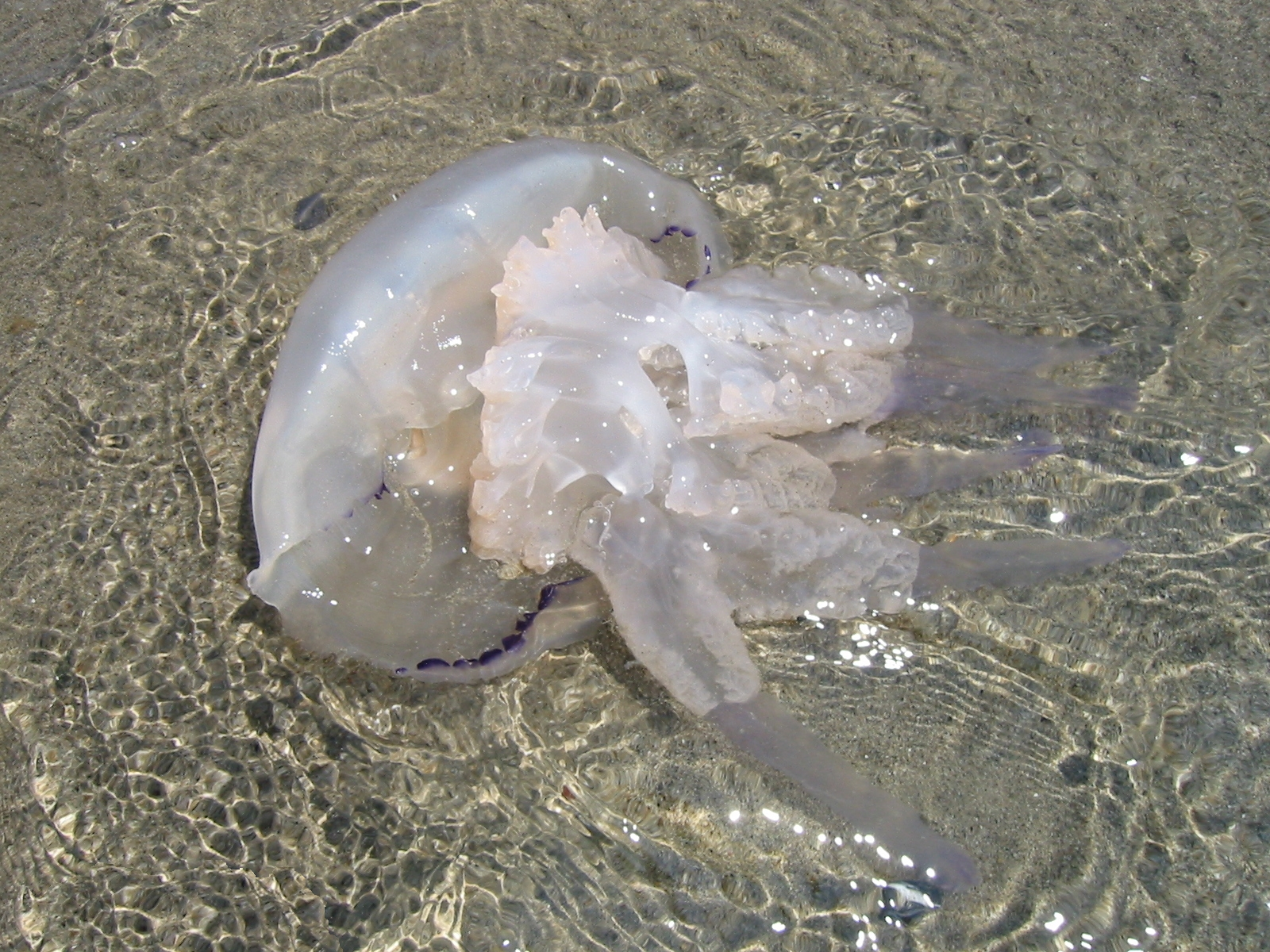
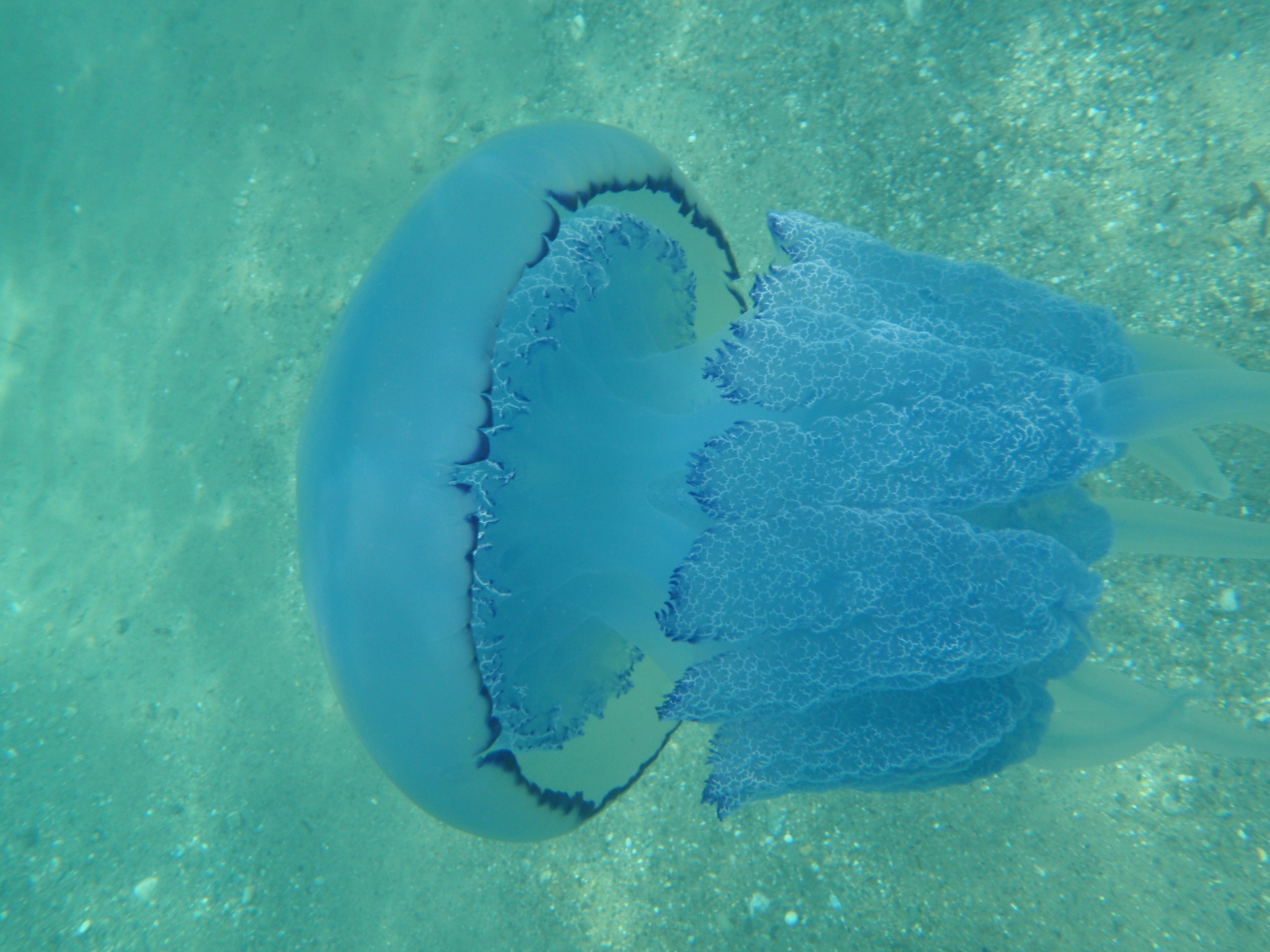

### Autres liens externes
- Description détaillée de la Rhizostoma pulmo Mer et Littoral
- (es) [vidéo] « Rhizostoma pulmo », sur YouTube
- Rhizostoma pulmo en vidéo, par fcmovie (http://www.fcmovie.fr)